# Diventeremo famose
Diventeremo famose (アイドル天使ようこそようこ?, Aidoru tenshi yōkoso Yōko, lett. "L'angelo idol, benvenuta Yoko") è un anime shōjo, prodotto da Ashi Productions e trasmesso in Giappone su TV Tokyo tra l'aprile 1990 e il febbraio 1991. In Italia è stato trasmesso una sola volta prima su Canale 5 e poi su Italia 1 tra il dicembre 1991 e l'aprile 1992.
Il personaggio di Alba s'ispira a Yōko Tanaka, detta "Yokkyun", una idol realmente esistente.

## Trama
Alba è una ragazza di 14 anni che vuole sfondare come idol nel mondo dello spettacolo. Durante il suo primo viaggio in treno, che la conduce verso Tokyo, incontra Futura, una ragazza di circa la sua stessa età, scappata di casa perché i genitori ostacolavano il suo sogno di diventare una famosa attrice di musical e teatro.
Giunte alla meta, iniziano a cercare casa e un agente che permetta loro di farsi pubblicità e di farsi conoscere: nel quartiere speciale di Shibuya, infatti, ci sono tanti manager che si offrono per far sfondare nello spettacolo volti emergenti. In questo quartiere si imbattono in Sissy, giovane cantante e idolo delle folle che ha un primo approccio con le protagoniste non proprio "rose e fiori". A salvare le ragazze dall'imbarazzo e dalla rissa, che si stava per generare tra Alba e Sissy, intervengono Giulio, giovane dai biondi capelli, e Tommaso, uomo molto imponente e di grande autorità, da incutere paura a chiunque lo incontrasse. Grazie a Alberto, Alba e Futura conoscono Lando, il presidente di un'agenzia per talenti, che le aiuterà, insieme alla sua assistente nonché ex-fidanzata Sally e al talent scout Camillo, a farsi un po' di pubblicità. Da qui inizia la loro scalata verso il successo.

## Personaggi
Alba (田中 ようこ?, Tanaka Yōko)
Doppiata da: Mika Kanai (ed. giapponese), Lara Parmiani (voce) / Nadia Biondini (canto) (ed. italiana)
Giovane ragazza della prefettura di Tokushima dai lunghi codini rosa raccolti in due fiocchi gialli, ha 14 anni e sogna di diventare una cantante famosa. Brava sia nello studio che nello sport, ha un carattere sveglio, esuberante e pimpante e non si butta mai giù di morale. Inizialmente rimane scossa dalla vita in città rispetto a quella che conduceva in montagna con i suoi genitori, infatti prima di trasferirsi non aveva mai mangiato un gelato e non conosceva affatto la famosa Sissy. Durante la permanenza a Shibuya, vive insieme a Futura. Nel corso della serie debutta come idol sotto contratto con la Ai Star Production, riscuotendo successo grazie alla sua voce candida e pura e risollevando le sorti dell'agenzia. Il suo soprannome è "Yokkyun" (ヨッキュン?) ed è molto educata e rispettosa quando conversa. È ispirata alla vera idol Yōko Tanaka.
Futura (山杜 サキ?, Yamamori Saki)
Doppiata da: Megumi Hayashibara (ed. giapponese), Marina Massironi (voce) / Nadia Biondini (canto) (ed. italiana)
Giovane ragazza della prefettura di Kyoto dai capelli blu caratterizzati da un grande fiocco rosso, ha 15 anni e sogna di sfondare come attrice nei più importanti teatri del mondo. Più timida e riservata rispetto ad Alba, incontra quest'ultima nel treno diretto a Tokyo e decide con lei di abitare assieme mentre stanno a Shibuya. È molto pessimista, brava nel calcolo mentale, e odia i cibi piccanti. Lavora part-time come ragazza delle pulizie e quando ha tempo libero frequenta un corso per attori e attrici e superare così in parte la paura di stare di fronte a tante persone.
Mumù (ムー?, Mū)
Doppiato da: Katsumi Suzuki (ed. giapponese), Paolo Torrisi (ed. italiana)
L'inseparabile scoiattolo volante di Alba. Sembra capire l'umore della sua padrona.
Sissy (星花 京子?, Hoshihana Kyōko)
Doppiata da: Yūko Mizutani (ed. giapponese), Anna Bonel (voce) / Paola Tovaglia (canto) (ed. italiana)
Giovane ragazza della regione di Tōhoku dai capelli verdi e famosa idol della Marine Terrace Production, conosciuta in tutto il Paese con il soprannome "Hokkyon" (ホッキョン?), ha 15 anni. Viziata, ma orgogliosa, è gentile solo con i fan (consapevole di quanto sia importante per la sua carriera) e dedica tutta se stessa al lavoro senza mai lamentarsi per i troppi impegni. Inizialmente dà valore soltanto al successo e non all'amicizia, e vuole stroncare per gelosia la carriera di Alba sul nascere, ma alla fine riesce ad aiutarla a realizzare il suo sogno e le due diventano amiche. Ha un fidanzato, che lei chiama He-chan (へーちゃん?, Hē-chan), ed è nata d'inverno, ma per una questione legata all'immagine generale degli idol, dice di essere nata d'estate.
Alberto (徳大寺 豊?, Tokudaiji Yutaka)
Doppiato da: Yasunori Matsumoto (ed. giapponese), Davide Garbolino (ed. italiana)
Secondogenito del proprietario del gruppo finanziario Tokudaiji, ha 16 anni ed è grazie a lui che Alba e Futura conoscono il presidente Lando. È amico di Giulio. Pensa che tutto si possa risolvere con il denaro e lo si vede spesso in compagnia di belle ragazze a bordo della sua Porsche 964. Suo fratello più grande si chiama Matsuo (松雄?, Matsuo).
Giulio (速水 亮?, Hayami Ryō)
Doppiato da: Toshihiko Seki (ed. giapponese), Luca Sandri (ed. italiana)
Ragazzo biondo molto attraente, ha 16 anni ed è il figlio del proprietario del gruppo finanziario Hayami. È amico di Alberto e insieme a lui cerca di aiutare Alba e Futura ad intraprendere la scalata del successo. È un tipo solitario a cui piace guidare motociclette molto costose. Possiede una moderata forza fisica e ha una sorella maggiore di nome Tōko (濤子?, Tōko).
Lando (山下 秀樹?, Yamashita Hideki)
Doppiato da: Hirotaka Suzuoki (ed. giapponese), Gianfranco Gamba (ed. italiana)
Presidente della piccola Ai Star Production, in passato ha fatto parte della band 'Moonlight Kiss' di Shibuya insieme a Sally e Camillo in cui suonava la chitarra elettrica, ma dopo un inizio promettente i tre non hanno raggiunto il successo sperato e si sono sciolti fondando l'agenzia per i talenti. Ha una personalità molto debole e nessuno dei ragazzi che si presenta ai provini lo colpisce particolarmente, ma dopo aver incontrato Alba e Futura, si riscopre ambizioso e motivato nella gestione dell'agenzia. È stato fidanzato con Sally, ma per una serie di motivi si sono lasciati e si rimettono insieme solo quando Sally sta per sposarsi con un altro uomo.
Camillo (原田 俊雄?, Harada Toshio)
Doppiato da: Shinya Otaki (ed. giapponese), Sergio Romanò (ed. italiana)
Talent scout della Ai Star Production, quando era giovane ha formato la band 'Moonlight Kiss' con Lando e Sally in cui suonava il sassofono, ma a causa delle scarse vendite si sono sciolti e hanno fondato l'agenzia. È il primo a fare la conoscenza di Alba e Futura e a offrire loro il contratto con la Ai Star. È molto gentile e s'arrabbia raramente.
Sally (吉秋 久美子?, Yoshiaki Kumiko)
Doppiata da: Saeko Shimazu (ed. giapponese), Marcella Silvestri (voce) / Nadia Biondini (canto) (ed. italiana)
Attrice appartenente alla Ai Star Production, in passato faceva parte della band 'Moonlight Kiss' in qualità di cantante, insieme a Lando e Camillo. Spesso riveste il ruolo di accompagnatrice di Alba e Futura. È stata fidanzata con Lando, ma per una serie di motivi si sono lasciati e si rimettono insieme solo quando Sally sta per sposare un altro uomo.
Marco (伊集院?, Ijūin)
Doppiato da: Katsumi Suzuki (ed. giapponese), Luca Semeraro (ed. italiana)
Il manager di Sissy, è costantemente influenzato da quest'ultima ma conosce e capisce più di chiunque altro le sue vere intenzioni. Appare anche nella serie Ciao, Sabrina in cui, però, è il manager di Sabrina.
Tommaso (渋谷 長五郎?, Shibuya Chōgorō)
Doppiato da: Tomomichi Nishimura (ed. giapponese), Stefano Albertini (ed. italiana)
Presidente dell'associazione commerciale di Shibuya conosciuto come Shibu-chō (渋長?, Shibu-chō), ha un forte senso della giustizia e cerca di mantenere la pace e far rispettare le regole nel quartiere, vigilando attentamente. A prima vista sembra un uomo che incute timore ma è molto buono e simpatico ed è lui che dà il soprannome "Yokkyun" a Yoko, verso cui si dimostra quasi una guardia del corpo; sostiene Alba e Futura nel loro percorso con tutto il suo cuore. Nell'episodio 23, in cui si racconta come abbia perso la madre Maria nei bombardamenti di Tokyo del 1945, viene rivelato che il suo vero nome è Makoto (マコト?, Makoto).
Teo (おもさん?, Omo-san)
Doppiato da: Ken'ichi Ogata (ed. giapponese), Antonio Paiola (ed. italiana)
Un anziano gestore di un magazzino di giocattoli a cui Alba e Futura fanno da sponsor, nella versione originale il suo vero nome è sconosciuto ed è chiamato da tutti "Teo". Aiutò Sally che si perse quando era giovane ad orientarsi tra le strade di Shibuya. Adora i bambini, soprattutto quando ripara i loro giocattoli e li vede sorridere. Oltre a questo, sogna di aprire una gelateria artigianale, studiando costantemente diverse ricette di gelati per rendere felici chi li mangerà, e ci riesce nell'episodio 20.
Yasu (安?, Yasu), Zen (全?, Zen) & Daichi (第一?, Daichi)
Doppiati da: Kappei Yamaguchi (Yasu), Kenichi Ono (Zen) e Kōichi Yamadera (Daichi) (ed. giapponese), ? (ed. italiana)
Membri dell'associazione commerciale di Shibuya, mantengono la pace e fanno rispettare le regole a Shibuya, vigilando attentamente. I loro nomi sono un gioco di parole, che uniti formano la parola giapponese 「安全第一」 (lett. "prima sicurezza"?).
Saku (作?, Saku)
Doppiato da: Kenichi Ono (ed. giapponese), Enrico Bertorelli (ed. italiana)
Un pianista e compositore che vive a Shibuya, solitamente si esibisce nel bar 'arisu'. Afferma che bevendo alcolici, e di conseguenza ubriacandosi, non si possono produrre brani, per cui preferisce bere succo di pomodoro, coltivati da lui stesso senza nessuna sostanza chimica, e fare esercizi mattutini ogni giorno. Inizialmente quando incontra Alba ha un buono rapporto con lei, ma quando scopre che Camillo l'ha scritturata nella sua agenzia, cambia radicalmente; in seguito quando Richard gli fa ascoltare la voce della ragazza ritorna sui suoi passi e le fornisce un brano.
Claude (蔵人?, Kuroudo)
Doppiato da: Kōichi Yamadera (ed. giapponese), Ivo De Palma (voce) / Vincenzo Draghi (canto) (ed. italiana)
Vocalist della band indie 'Mega Force' e idolo delle ragazzine. Suo nonno è francese e fa il pittore.

## Anime
L'anime, prodotto da Ashi Productions, è composto da 43 episodi, andati in onda su TV Tokyo dal 2 aprile 1990 al 4 febbraio 1991.
Dopo il successo della serie precedente Ciao, Sabrina, si scelse di utilizzare di nuovo la formula di ispirarsi ad una vera idol per la protagonista di un anime. Durante la produzione, inizialmente il titolo avrebbe dovuto essere YOU LOVE Yuko (ＹＯＵ ＬＯＶＥ ゆう子?, YOU LOVE Yūko) e la protagonista si sarebbe dovuta chiamare Yuko, ma quando ai provini venne scelta l'idol Yōko Tanaka come modello a cui ispirarsi si optò per Yoko (diventato poi Alba in italiano). Al contrario di Sabrina, doppiata da Akiko Yajima nelle parti parlate e dalla vera Eriko Tamura in quelle cantate, Alba viene doppiata sia nel parlato che nel cantato da Mika Kanai e non dalla Tanaka, che interpreta invece solamente le sigle di apertura e di chiusura della serie. Sebbene nel titolo originale e in generale si fa riferimento solo al personaggio di Alba, i compositori della serie hanno dichiarato che anche Futura è considerata co-protagonista.
Il fatto che l'immagine e la personalità di Alba fossero completamente diverse da quelle della reale Yōko Tanaka e gli attriti tra lo sceneggiatore Shudō e coloro che sponsorizzavano il prodotto, portarono la serie a concludersi prima del previsto con soli 43 episodi dei 52 previsti.
In Italia è stato acquistato da Mediaset ed è stato trasmesso su Canale 5 dal 21 dicembre 1991 all'interno del contenitore Bim Bum Bam. La versione italiana presenta, oltre al cambio dei nomi dei personaggi, solamente qualche lieve censura. Le canzoni di Alba e degli altri cantanti (Sissy, Sally e Claude) all'interno degli episodi vennero cantate in italiano da Nadia Biondini, Paola Tovaglia e Vincenzo Draghi, seguendo l'arrangiamento originale e adattando solamente il testo. A causa dei bassi indici d'ascolto, la serie venne spostata prima alla domenica mattina, e poi dal 4 aprile 1992 al sabato e alla domenica mattina, su Italia 1 all'interno di Bim Bum Bam dove il 18 aprile seguente si conclude, senza venire mai più replicata. I primi 9 minuti dell'episodio 18 "Viva le ragazze (2ª parte)" per errore non furono trasmessi, quindi è rimasto inedito in forma completa; inoltre anche l'episodio 34 "Giulietta e Romeo (1ª parte)" risulta non trasmesso per errore, quindi tuttora inedito.

### Episodi
| Nº | Titolo italiano Giapponese 「Kanji」 - Rōmaji - Traduzione letterale                                                                                    | In onda           | In onda          |
| Nº | Titolo italiano Giapponese 「Kanji」 - Rōmaji - Traduzione letterale                                                                                    | Giapponese        | Italiano         |
| 1  | Una nuova amica 「ようこそＩＮ公園通り」 - Yōkoso IN Kōendōri – "Benvenuta IN Kōendōri"                                                                 | 2 aprile 1990     | 21 dicembre 1991 |
| 2  | Comincia una nuova vita 「歌声はバイエルで」 - Utagoe wa Baieru de – "Cantare con Bayer"                                                                | 9 aprile 1990     | 26 dicembre 1991 |
| 3  | Casa dolce casa 「すてきなロフト」 - Sutekina rofuto – "Splendido loft"                                                                                 | 16 aprile 1990    | 28 dicembre 1991 |
| 4  | Il compositore brillo 「トマトの朝は歌声で」 - Tomato no asa wa utagoe de                                                                               | 23 aprile 1990    | 31 dicembre 1991 |
| 5  | Un colpo da maestri 「真夜中のライブ」 - Mayonaka no raibu – "Live di mezzanotte"                                                                       | 30 aprile 1990    | 2 gennaio 1992   |
| 6  | Cercasi violinista 「響け！心のバイオリン」 - Hibike! Kokoro no baiorin – "Risuona! Il violino dal cuore"                                               | 7 maggio 1990     | 4 gennaio 1992   |
| 7  | Il piccolo dio 「さびしがりやの町のかみさま」 - Sabishigariya no machi no kami-sama – "Il dio della città solitaria"                                    | 14 maggio 1990    | 9 gennaio 1992   |
| 8  | I mobili per soffitta 「すてきなハンズロフト」 - Sutekina hanzurofuto – "Splendido hands loft"                                                          | 21 maggio 1990    | 11 gennaio 1992  |
| 9  | La modella 「すてきなカンちがい」 - Sutekina kanchigai – "Splendida incomprensione"                                                                     | 4 giugno 1990     | 14 gennaio 1992  |
| 10 | Minacce e sabotaggi 「ようこそ湯－トピア」 - Yōkoso yu Topia – "Benvenuta acqua calda"                                                                  | 11 giugno 1990    | 16 gennaio 1992  |
| 11 | La vecchia fiamma 「スペイン坂の雨」 - Supeinsaka no ame – "Pioggia nella collina in Spagna"                                                            | 11 giugno 1990    | 18 gennaio 1992  |
| 12 | La strega 「魔女は月の夜に」 - Majo wa tsuki no yoru ni – "La strega è la luna nella notte"                                                             | 18 giugno 1990    | 21 gennaio 1992  |
| 13 | Il grande amore 「愛の交換日記」 - Ai no kōkan nikki – "Diario di scambio di amore"                                                                     | 24 giugno 1990    | 23 gennaio 1992  |
| 14 | Lo scambio 「暗記と恋のＡｔｏＺ」 - Anki to koi no AtoZ – "AtoZ di memorizzazione e di amore"                                                           | 2 luglio 1990     | 25 gennaio 1992  |
| 15 | L'invenzione volante 「翼に夢を乗せて」 - Tsubasa ni yume wo nosete – "Le ali che portano nei sogni"                                                    | 9 luglio 1990     | 28 gennaio 1992  |
| 16 | Uno strano miracolo 「小さな星空の奇跡」 - Chīsana hoshizora no mirakuru – "Miracolo di un piccolo cielo stellato"                                      | 16 luglio 1990    | 30 gennaio 1992  |
| 17 | Viva le ragazze (1ª parte) 「アイドルへの道Ｐａｒｔ１」 - Aidoru he no michi Part 1 – "La strada per diventare idol · Parte 1"                          | 30 luglio 1990    | 1º febbraio 1992 |
| 18 | Viva le ragazze (2ª parte) 「アイドルへの道Ｐａｒｔ２」 - Aidoru he no michi Part 2 – "La strada per diventare idol · Parte 2"                          | 6 agosto 1990     | 4 febbraio 1992  |
| 19 | Il pupazzo di neve 「ようこそ夏の雪ダルマ」 - Yōkoso natsu no yukidaruma – "Benvenuto pupazzo di neve d'estate"                                         | 13 agosto 1990    | 5 febbraio 1992  |
| 20 | La gelateria 「夏、私、元気です」 - Natsu, watashi, genki desu – "Estate, io, sto bene"                                                                 | 20 agosto 1990    | 6 febbraio 1992  |
| 21 | Il gran premio 「歌え！走れ！グランプリ」 - Utae! Hashire! Guranpuri – "Canta! Corri! Gran Prix"                                                        | 27 agosto 1990    | 8 febbraio 1992  |
| 22 | Uno zoo particolare 「公園通りの動物園」 - Kōendōri no dōbutsuen – "Lo zoo del Kōendōri"                                                                | 3 settembre 1990  | 11 febbraio 1992 |
| 23 | Il figlio ritrovato 「戦争は知らない」 - Sensō wa shiranai – "Non conosco la guerra"                                                                    | 10 settembre 1990 | 12 febbraio 1992 |
| 24 | Il nonnetto 「グランパの逆襲」 - Guranpa no gyakushū – "Il contrattacco del nonno"                                                                      | 17 settembre 1990 | 13 febbraio 1992 |
| 25 | Mendicanti alla moda 「ニュートレンディを探せ！」 - Nyūtorendi wo sagase! – "Alla ricerca del nuovo trendy!"                                            | 24 settembre 1990 | 15 febbraio 1992 |
| 26 | La cometa portafortuna 「スターを探す男」 - Sutā wo sagasu otoko – "L'uomo alla ricerca di una stella"                                                  | 1º ottobre 1990   | 18 febbraio 1992 |
| 27 | Il curry 「ようこそカレー行進曲」 - Yōkoso karē kōshinkyoku                                                                                             | 8 ottobre 1990    | 19 febbraio 1992 |
| 28 | Sissi scompare 「ガラスの中のアイドル」 - Garasu no naka no aidoru – "L'idol nel bicchiere di vetro"                                                    | 15 ottobre 1990   | 20 febbraio 1992 |
| 29 | La scuola di Alba 「レッスンアンダーザスカイ」 - Ressun andā za sukai – "Lezione sotto il cielo"                                                        | 22 ottobre 1990   | 22 febbraio 1992 |
| 30 | Programma in diretta 「歌声でタイホして」 - Utagoe de taiho shite – "Cantando con altre parole"                                                         | 29 ottobre 1990   | 1992             |
| 31 | Alba e Futura attrici 「シネマパニックパラダイス」 - Shinema Panikku Paradaisu – "Cinema Panic Paradise"                                                | 5 novembre 1990   | 1992             |
| 32 | Una notte al chiaro di luna 「アイＳｔａｒ危機一髪」 - Ai Star kiki ippatsu – "Situazione critica da star"                                              | 12 novembre 1990  | 1992             |
| 33 | Viaggio nel passato 「恋文横丁からの手紙」 - Koibumi Yokochō kara no tegami – "La lettera da Koibumi Yokochō"                                           | 19 novembre 1990  | 1992             |
| 34 | Giulietta e Romeo (1ª parte) 「わたしのジュリエットＰＡＲＴ１」 - Watashi no Jurietto PART 1 – "La mia Giulietta · PARTE 1"                             | 26 novembre 1990  | non trasmesso    |
| 35 | Giulietta e Romeo (2ª parte) 「わたしのジュリエットＰＡＲＴ２」 - Watashi no Jurietto PART 2 – "La mia Giulietta · PARTE 2"                             | 3 dicembre 1990   | 1992             |
| 36 | Mici e micetti 「猫子ちゃんのユウウツ」 - Neko-ko-chan no yūutsu – "La malinconia del gatto"                                                            | 10 dicembre 1990  | 22 marzo 1992    |
| 37 | Cantanti famose 「アイドルは知っている」 - Aidoru wa shitte iru – "Conosco gli idol"                                                                    | 17 dicembre 1990  | 1992             |
| 38 | Natale al verde 「地球の酸素がなくなる日」 - Chikyū no sanso ga nakunaru hi – "Il giorno in cui l'ossigeno della terra esaurisce"                       | 17 dicembre 1990  | 1992             |
| 39 | Il circo 「サーカスが来た！」 - Sākasu ga kita! – "È arrivato il circo!"                                                                                | 7 gennaio 1991    | 4 aprile 1992    |
| 40 | Concerto di uccelli 「レッツシングｗｉｔｈバード」 - Rettsu shingu with bādo – "Cantiamo con gli uccelli"                                               | 14 gennaio 1991   | 5 aprile 1992    |
| 41 | Incontro sotto la neve 「雪のラビリンス」 - Yuki no rabirinsu – "Labirinto di neve"                                                                     | 21 gennaio 1991   | 11 aprile 1992   |
| 42 | Il musical (1ª parte) 「不思議の街のアリスたちＰＡＲＴ１」 - Fushigi no machi no Arisu-tachi PART 1 – "Le Alice nella città delle meraviglie · PARTE 1" | 28 gennaio 1991   | 12 aprile 1992   |
| 43 | Il musical (2ª parte) 「不思議の街のアリスたちＰＡＲＴ２」 - Fushigi no machi no Arisu-tachi PART 2 – "Le Alice nella città delle meraviglie · PARTE 2" | 4 febbraio 1991   | 18 aprile 1992   |

### Colonna sonora
Le sigle originali, sia iniziale che finale, sono cantate da Yōko Tanaka, idol realmente esistente da cui prende il nome la protagonista. La sigla italiana, invece, scritta da Alessandra Valeri Manera con la musica di Ninni Carucci ed interpretata da Cristina D'Avena, presenta un arrangiamento completamente diverso dalle originali e viene usata sia in apertura che in chiusura. Il brano è stato poi incluso in alcuni album della cantante, ovvero Fivelandia 10 – Le più belle sigle originali dei tuoi amici in TV (1992) e Super Stars (2007).
Sigla di apertura
- Yōshun no passage (陽春のパッセージ?), di Yōko Tanaka

Sigla di chiusura
- Hitori ni sasenai (一人にさせない?), di Yōko Tanaka (ep. 1-42)
- Yō no ataru station (陽のあたるステーション?), di Yōko Tanaka (ep. 43)

Sigla di apertura e di chiusura italiana
- Diventeremo famose, di Cristina D'Avena

Intermezzo
- Yūutsu boyfriend (憂鬱ボーイフレンド?), di Kyoko Hoshihana (Yūko Mizutani)
- Crescent Hearts (クレッセント・ハーツ?), di Kuroudo (Hiroyuki Tobari)
- SINGING QUEEN, di Misumi Kosaka
- Kimi wa original (君はオリジナル?), di Rumi Ohishi

## CD e DVD
Tra il 1º settembre 1990 e il 21 marzo 1991 l'anime è stato raccolto in 8 VHS dalla Sony Music Entertainment; il 25 dicembre 1993 è uscito un LD-BOX contenente l'intera serie. Gli episodi sono stati raccolti in un DVD-BOX il 10 dicembre 1999 insieme a un drama-CD, mentre i singoli DVD sono stati pubblicati tra il 26 maggio e il 25 agosto 2000.
In Italia la Bim Bum Bam Video pianificò nel 1992 una edizione parziale della serie in 6 VHS contenenti ciascuna 3 episodi, ma vennero pubblicate solo le prime due.
| Nº | Titolo CD | Numero tracce | Data uscita      |
| -- | --- | ------------- | ---------------- |
| 1  | Idol tenshi yōkoso Yōko DISC I BGM-hen (1) (アイドル天使ようこそようこ ＤＩＳＣ Ｉ ＢＧＭ編①?)                   | 13            | 1990             |
| 2  | Idol tenshi yōkoso Yōko DISC II BGM-hen (2) (アイドル天使ようこそようこ ＤＩＳＣ ＩＩ ＢＧＭ編②?)                | 12            | 1990             |
| 3  | Idol tenshi yōkoso Yōko DISC III Vocal-hen (アイドル天使ようこそようこ ＤＩＳＣ ＩＩＩ ヴォーカル編?)            | 14            | 1990             |
| 4  | Idol tenshi yōkoso Yōko Soundtrack (アイドル天使ようこそようこ サウンドトラック?)                                | 8             | 30 gennaio 1991  |
| 5  | Idol tenshi yōkoso Yōko ~Must Be In Shibuya~ (アイドル天使ようこそようこ ～Ｍｕｓｔ Ｂｅ Ｉｎ Ｓｈｉｂｕｙａ～?) | 8             | 21 novembre 1992 |

| Nº | Titolo DVD                                                                  | Data uscita      |
| -- | --------------------------------------------------------------------------- | ---------------- |
| 1  | Idol tenshi yōkoso Yōko DVD-BOX (アイドル天使ようこそようこ ＤＶＤ–ＢＯＸ?) | 10 dicembre 1999 |

## Libri
È stato pubblicato da Bandai su B-CLUB Special un mook, crossover con la serie Idol densetsu Eriko.
1. LEGEND OF IDOL Eriko Tamura & Yoko Tanaka (レジェンドオブアイドル 田村えり子＋田中ようこ（LEGEND OF IDOL "ERIKO & YOKO"）?), Bandai B-CLUB Special, 15 dicembre 1992, ISBN 4-89189-195-5.

## Trasmissioni e adattamenti nel mondo
L'anime è stato trasmesso, oltre che in Giappone e in Italia, anche in diversi Paesi in tutto il mondo. In Cina è uscito in VCD, mentre a Taiwan e Hong Kong è stato trasmesso nel corso del 1990. In Spagna è andato in onda su Telecinco, canale di proprietà di Mediaset, e la sigla è quella utilizzata in Italia per la serie Benvenuta Gigì, ma con il testo tradotto e cantata da Soledad Pilas Santos.
| Stato     | Canale/i televisivo | Data prima TV | Titolo                                  |
| --------- | ------------------- | ------------- | --------------------------------------- |
| Cina      | -                   | 1990          | Ǒuxiàng tiānshǐ Yáng zi (偶像天使阳子S) |
| Hong Kong | ATV Home            | 1990          | Chéngshì shàonǚ (城市少女S)             |
| Spagna    | Telecinco           | 1991          | Las aventuras de Yoko y Saki            |
| Taiwan    | CTS                 | 1990          | Xiǎo qiào niū (小俏妞S)                 |